# Bernd Schubert (Fußballspieler)
Bernd Schubert (* 4. Januar 1944) ist ein ehemaliger deutscher Fußballspieler. Für Lokomotive Stendal und Chemie Leipzig spielte er in der DDR-Oberliga, der höchsten Liga im DDR-Fußball.

## Sportliche Laufbahn
Seine ersten Spiele im höherklassigen absolvierte Bernd Schubert im Alter von 17 Jahren in der Saison 1961/62 beim DDR-Oberligisten Lokomotive Stendal. Bei der Betriebssportgemeinschaft (BSG) kam er jedoch nur am 7. und 8. Spieltag zum Einsatz und spielte als Rechtsaußenstürmer. In den folgenden sieben Jahren tauchte er nicht in den beiden Spitzenligen auf. 
Erst in der Saison 1968/69 kam er beim zweitklassigen DDR-Ligisten BSG Chemie Premnitz wieder zum Vorschein. Als Stürmer auf wechselnden Positionen bestritt er alle 30 Ligaspiele. Mit nur zwei Toren zeigte er sich aber genauso sturmschwach wie die gesamte Mannschaft, die mit ihren 16 Treffern die wenigsten Tore in ihrer Ligastaffel erzielte und dadurch aus der Liga absteigen musste. 
Schubert wechselte daraufhin zum Oberligisten BSG Chemie Leipzig. Dort konnte er sich in der Saison 1969/70 nicht als Stammspieler durchsetzen und kam in den 26 Oberligaspielen nur elfmal als Stürmer zum Einsatz. Er stand neunmal in der Startelf, erzielte drei Tore, spielte aber nur fünfmal volle 90 Minuten lang. In der Saison 1970/71 war Schubert zunächst als Linksaußenstürmer gesetzt und fehlte in den 13 Oberligaspielen der Hinrunde nur einmal. Bis auf zwei Spiele stand er stets in der Startelf, dreimal wurde er vorzeitig ausgewechselt. Nach Beendigung der Hinrunde war Schubert mit fünf Treffern bester Torschütze der BSG Chemie. 
Im Juli 1971 verhängte die BSG über Schubert eine Spielsperre, die auch für die DDR-Liga-Mannschaft Chemie II Wirkung hatte. Nach dem Ende der Saison wurde er endgültig entlassen. Dies nahm der 27-jährige Bernd Schubert zum Anlass, seine Laufbahn als leistungsorientierter Fußballspieler zu beenden. 